# 米凯尔·达姆高
米凯尔·达姆高（丹麥語：Michael Damgaard，1990年3月18日—），生于勒兹比，丹麦男子手球运动员。他曾代表丹麦国家队参加2016年夏季奥林匹克运动会男子手球比赛，获得一枚金牌。